# Phyllocomus crocea
Phyllocomus crocea är en ringmaskart som beskrevs av Grube 1877. Phyllocomus crocea ingår i släktet Phyllocomus och familjen Ampharetidae. Inga underarter finns listade i Catalogue of Life.